# Magdalena av Anhalt-Köthen-Zerbst
Magdalena av Anhalt-Köthen-Zerbst var en regerande furstlig abbedissa av den självständiga klosterstaten Quedlinburgs stift och som sådan monark med säte i Tysk-romerska rikets riksdag.